# یواس‌اس تانی (اس‌اس-۲۸۲)
یواس‌اس تانی (اس‌اس-۲۸۲) (به انگلیسی: USS Tunny (SS-282)) یک زیردریایی بود که طول آن ۳۱۱ فوت ۹ اینچ (۹۵٫۰۲ متر) بود. این زیردریایی در سال ۱۹۴۲ ساخته شد.